# Língua massa
Massa (ou Masana, Masa) é uma língua Chádica falada no sul do Chade e norte de Camarões pelo povo Masa. Tem aproximadamente 200 mil falantes.
Os dialetos são Bongor, Bugudum (Budugum), Domo, Gizay, Gumay, Ham, Walia, Wina (Viri), Yagwa.
A língua kim, falada nas proximidades já foi classificada como Massa.

## Fonologia

### Consoantes
|             |             | Labial | Alveolar | Lateral | Palatal | Velar | Glotal |
| ----------- | ----------- | ------ | -------- | ------- | ------- | ----- | ------ |
| Plosiva     | surda       | p      | t        |         | tʃ      | k     | ʔ      |
| Plosiva     | sonora      | b      | d        |         | dʒ      | ɡ     |        |
| Plosiva     | implosiva   | ɓ      | ɗ        |         |         |       |        |
| Fricativa   | surda       | f      | s        | ɬ       |         |       | h      |
| Fricativa   | sonora      | v      | z        | ɮ       |         |       | ɦ      |
| Nasal       | Nasal       | m      | n        |         |         | ŋ     |        |
| Vibrante    | Vibrante    |        | r        |         |         |       |        |
| Aproximante | Aproximante | w      |          | l       | j       |       |        |

### Vogais
|         | Anterior | Central | Posterior |
| ------- | -------- | ------- | --------- |
| Fechada | i iː     |         | u uː      |
| Medial  | e eː     |         | o oː      |
| Aberta  |          | a aː    |           |